# Ринхотерии
Ринхоте́рии (лат. Rhynchotherium, от др.-греч. ῥύγχος «морда; клюв» и θηρίον «зверь») — вымерший род хоботных из семейства гомфотериевых.
Жили в Северной и Центральной Америке в миоцене и плиоцене. Род просуществовал около 10 миллионов лет, между 11,6 и 1,8 млн. лет назад. Эти звери имели по две пары бивней. Возможно, их предками были представители рода гомфотериев. Своим названием ринхотерии обязаны выдающемуся британскому учёному XIX века Хью Фальконеру.